# إيرين باتريسيا ميرفي كيلي
إيرين باتريسيا ميرفي كيلي (بالإنجليزية: Irene Patricia Murphy Keeley) هي قاضية ومحامية أمريكية، ولدت في 17 يناير 1944 في بروكلين في الولايات المتحدة.